# Cockerelliella
Cockerelliella is een geslacht van halfvleugeligen (Hemiptera) uit de familie witte vliegen (Aleyrodidae), onderfamilie Aleyrodinae.
De wetenschappelijke naam van dit geslacht is voor het eerst geldig gepubliceerd door Sundararaj & David in 1992. De typesoort is Cockerelliella indica.

## Soorten
Cockerelliella omvat de volgende soorten:
- Cockerelliella adinandrae (Corbett, 1935)
- Cockerelliella bladhiae (Takahashi, 1931)
- Cockerelliella curcumae (Corbett, 1935)
- Cockerelliella dehradunensis (Jesudasan & David, 1991)
- Cockerelliella dioscoreae Sundararaj & David, 1992
- Cockerelliella indica Sundararaj & David, 1992
- Cockerelliella karmardini (Corbett, 1935)
- Cockerelliella lumpurensis (Corbett, 1935)
- Cockerelliella meghalayensis Sundararaj & David, 1992
- Cockerelliella psidii (Corbett, 1935)
- Cockerelliella quaintancei Sundararaj & David, 1992
- Cockerelliella rhodamniae (Corbett, 1935)
- Cockerelliella rotunda Regu & David, 1993
- Cockerelliella sembilanensis (Corbett, 1935)
- Cockerelliella somnathensis Sundararaj, 2000
- Cockerelliella splendens Meganathan & David, 1994
- Cockerelliella zingiberae Sundararaj & David, 1992